# صالح الشهرستاني
السيّد صالح إبراهيم صالح الموسوي الشهرستاني (1907 - 29 أغسطس 1975) كاتب ودبلوماسي عراقي. ولد في كربلاء ونشأ بها. أتم دراسته الأولية من قديمة وحديثة فيها، ثم انتقل إلى بغداد حيث أتم فيها دراسته العالية من جامعة آل البيت. وفي أواسط سنة 1932 اضطرته ظروفه الخاصة لنزوج إلى طهران وفيها تخرج من كلية الحقوق والعلوم السياسية بجامعة طهران. هو أديب في اللغتين العربية والفارسية وآدابهما وكاتب وله تصانيف بهما. توفي بشميران في شمالي طهران ودفن في كربلاء. 

## سيرته
ولد السيّد صالح بن إبراهيم بن صالح بن محمد-حسين الموسوي الشهرستاني في كربلاء سنة 1325 هـ/ 1907 م ونشأ بها. أتم دراسته بها وانتقل إلى بغداد حيث أتم دراسته العالية هناك متخرجًا في جامعة أهل البيت. 

أشغل في بغداد رئاسة تحرير المرشد لأربع سنوات متواليات ونشر مقالاته ودارساته النقدية والأدبية في عدد من المجلات العراقية والعربية. وكان له ولع بالبحث والتنقيب.

وفي سنة 1932 هاجر إلى طهران وفيها تخرج في كلية الحقوق والعلوم السياسية. عين مترجمًا في السفارة العراقية بطهران وبقي بها خمسة عشر سنة ثم انتقل إلى السفارة الأردنية بها حتى إحالته على التقاعد.

توفي بشميران في طهران في يوم 22 شعبان 1395 هـ/ 29 أغسطس 1975 ونقل جثمانه إلى كربلاء ودفن بها في المقبرة الخاصة بالأسرة الشهرستانية. 

وكان يملك مكتبة عامرة بالكتب العربية والفارسية وفيها بعض الكتب الخطية النادرة وكتب الأنساب المعتربة، وبعض المؤلفات الإنجليزية، وقد قدمت كافة كتبة وبناءٌ على وصيته إلى مكتبة ملك الأهلية بطهران وهي تعتبر ملحقًا بمكتبة العتبة الرضوية التابعة لمكتبة آستان قدس رضوي المركزية.

## مؤلفاته
- دليل العتبات المقدسة، بالفارسية، 1950
- تاريخ النياحة على الإمام الحسين عليه الصلاة والسلام
- عضد الدولة البويهي
- السيد جمال الدين الأسد آبادي الأفغاني
- تاريخ الأسرة الشهرستانية، في ثلاثة مجلدات، بالعربية والفارسية
- مجموعة مذكرات الشهرستاني، بالعربية والفارسية
- شخصيات أدركتها، 1978
- مترادفات في اللغتين العربية والفارسية
- كلمات فارسية الأصل قد استعربت، بالعربية والفارسية
- الإمام البروجرودي الطباطبائي
- منتخبات من الشعر والأمثال والحكم
- الإمام زادة يحيى ومزاره
- تعليقات على كتاب تراث كربلاء

## وصلات خارجية
- في موقع أرشيف المجلات